# Soltau (Fluss)
Die Soltau ist ein 7,8 km langer, rechter Zufluss der Böhme im Landkreis Heidekreis, Niedersachsen (Deutschland).

## Geographie

### Verlauf
Die Soltau entspringt zwischen den kleinen Ortschaften Ellingen und Leverdingen und fließt in südöstlicher Richtung durch Wiedingen nach Soltau. Im Zentrum der Stadt Soltau mündet der Fluss Soltau von rechts und Westen in die Böhme.

### Nebenflüsse

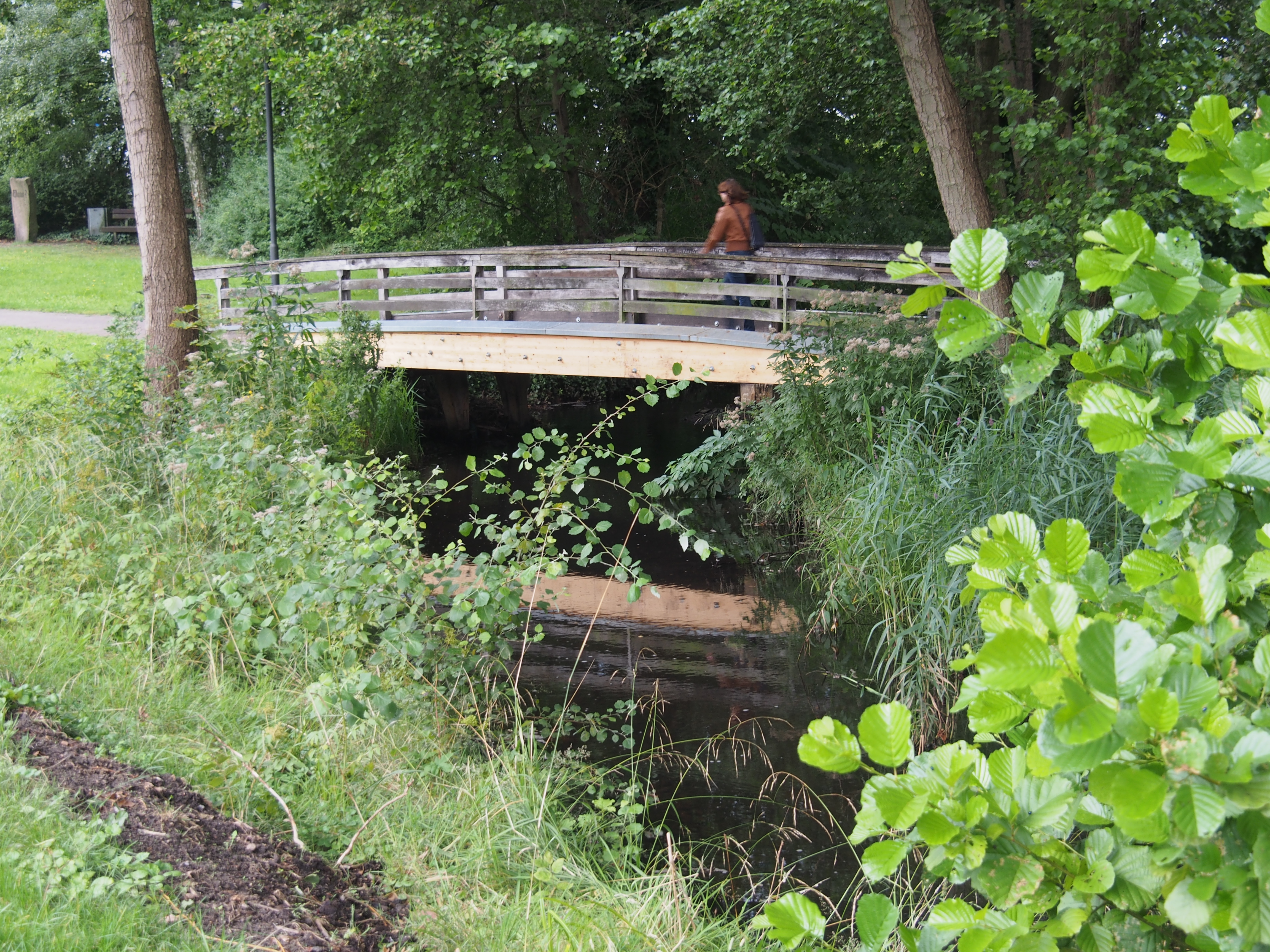
Fußgängerbrücke über die Soltau im Stadtbereich von Soltau
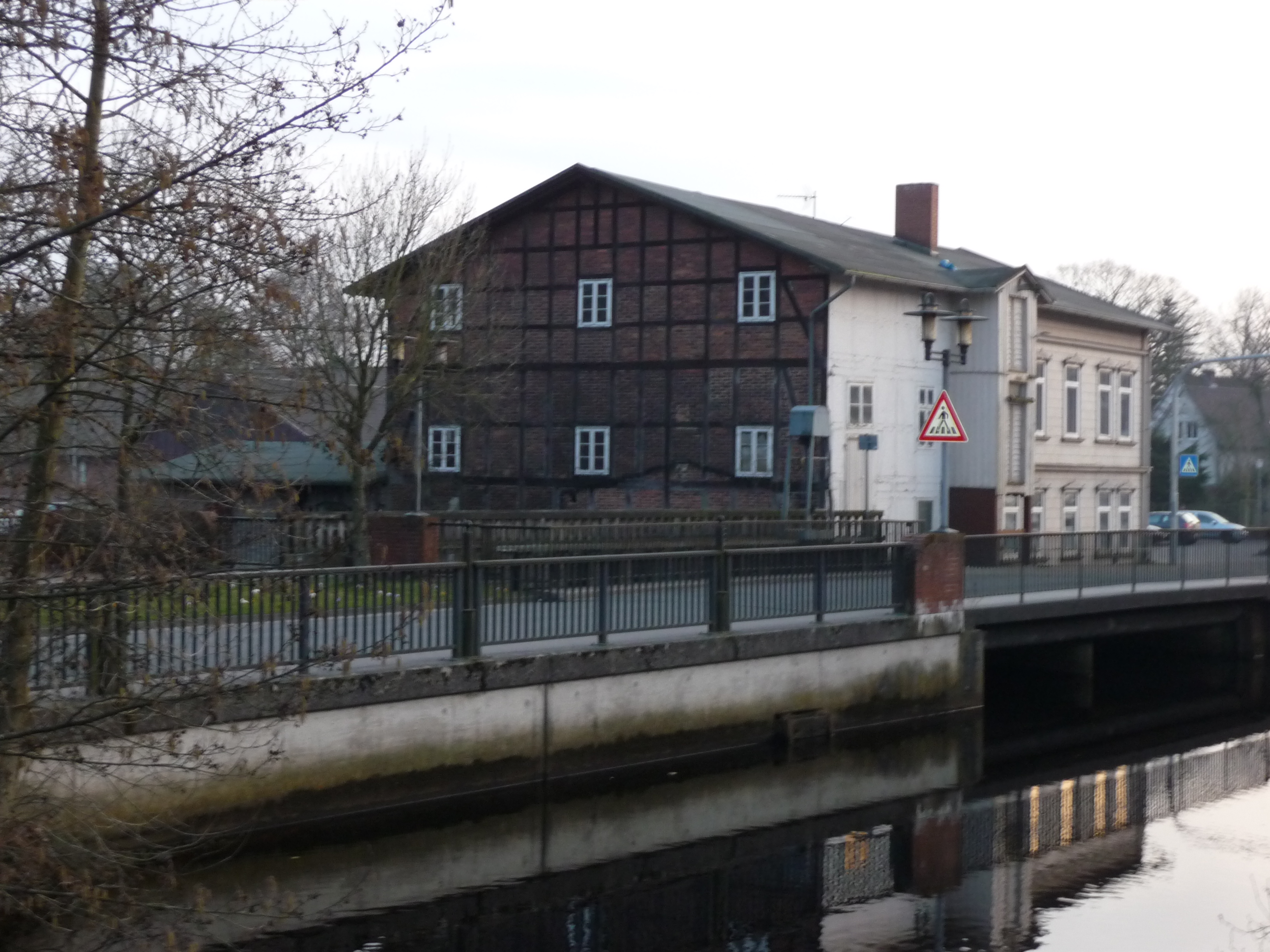
Rathsmühle Soltau, hier fließen die Böhme und die Soltau zusammen
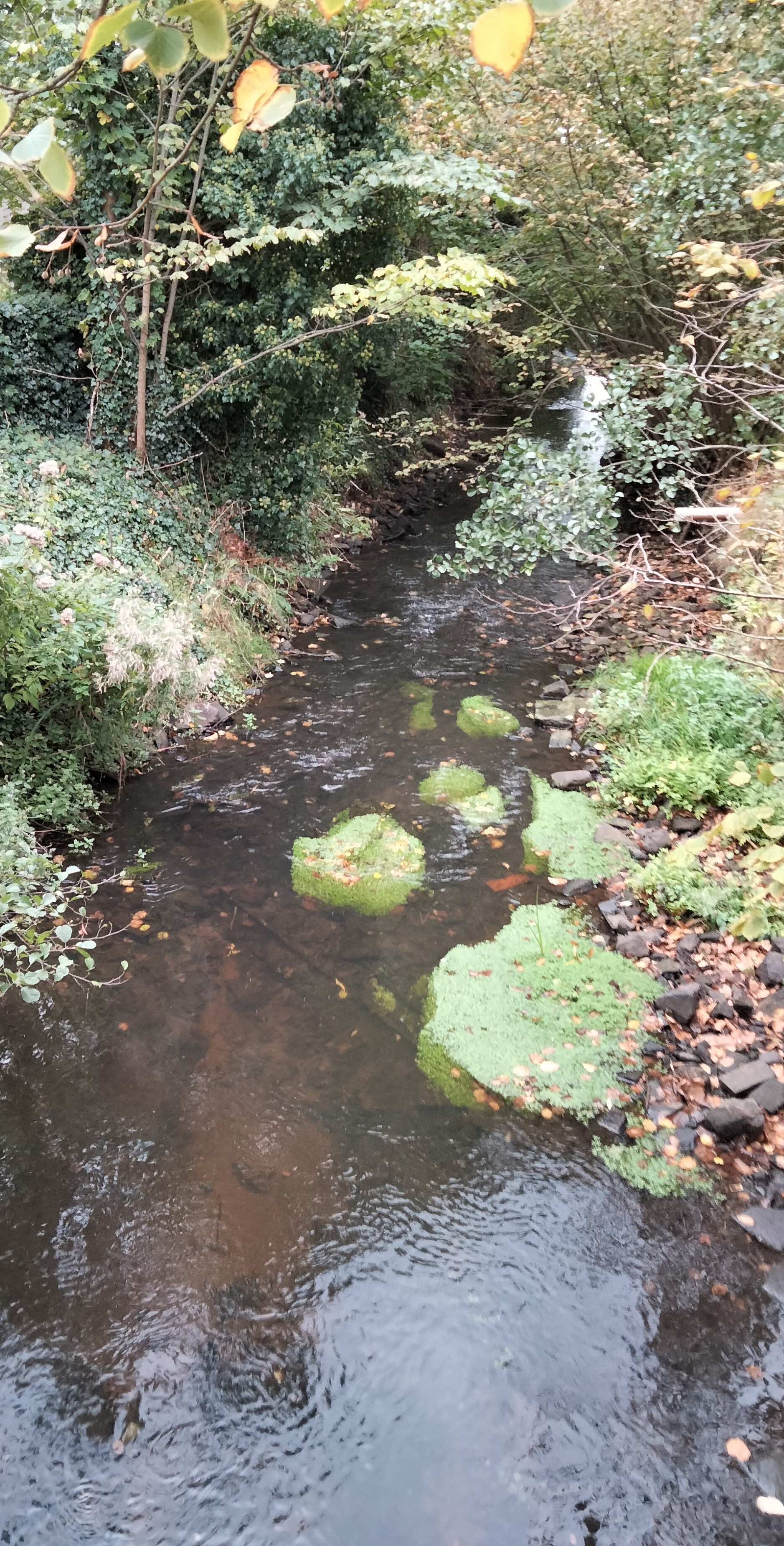
Die Soltau im Zentrum der Stadt Soltau an der Marktstraße

## Zustand
Die Gewässerqualität der Soltau hat die Güteklasse II: mäßig belastet.

## Befahrungsregeln
Zur Sicherung und möglichst naturnaher bis natürlicher Entwicklung erließ der Landkreis Heidekreis 2020 eine Verordnung unter anderem für die Böhme mit ihren Nebengewässern. Seitdem ist das Befahren der Soltau ganzjährig verboten.